# Kheda
Kheda là một thành phố và khu đô thị của quận Kheda thuộc bang Gujarat, Ấn Độ.

## Địa lý
Kheda có vị trí 22°45′B 72°41′Đ / 22,75°B 72,68°Đ Nó có độ cao trung bình là 21 mét (68 feet).

## Nhân khẩu
Theo điều tra dân số năm 2001 của Ấn Độ, Kheda có dân số 24.034 người. Phái nam chiếm 52% tổng số dân và phái nữ chiếm 48%. Kheda có tỷ lệ 70% biết đọc biết viết, cao hơn tỷ lệ trung bình toàn quốc là 59,5%: tỷ lệ cho phái nam là 77%, và tỷ lệ cho phái nữ là 63%. Tại Kheda, 13% dân số nhỏ hơn 6 tuổi.